# Pearl Jam 2005 North American and Latin American Tour
Pearl Jam 2005 North American and Latin American Tour – amerykańska trasa koncertowa grupy Pearl Jam z 2005 roku.

## Program koncertów

### Utwory Pearl Jam
- "1/2 Full"
- "Alive"
- "Alone"
- "Animal"
- "Around the Bend"
- "Bee Girl"
- "Better Man"
- "Black"
- "Black, Red, Yellow"
- "Blood"
- "Brain of J"
- "Breakerfall"
- "Breath"
- "Bu$hleaguer"
- "Can't Keep"
- "Corduroy"
- "Cropduster"
- "Daughter"
- "Dead Man"
- "Dissident"
- "Do the Evolution"
- "Don't Gimme no Lip"
- "Down"
- "Drifting"
- "Elderly Woman Behind the Counter in a Small Town"
- "Even Flow"
- "Given To Fly"
- "Glorifield G"
- "Go"
- "Gone"
- "Green Disease"
- "Grievance"
- "Habit"
- "Hail, Hail"
- "Hard to Imagine"
- "I Am Mine"
- "I Got Id"
- "Immortality"
- "In Hiding"
- "In My Tree"
- "Indifference"
- "Insignificance"
- "Jeremy"
- "Last Exit"
- "Leatherman"
- "Light Years"
- "Long Road"
- "Love Boat Captain"
- "Low Light"
- "Lukin"
- "Man of the Hour"
- "MFC"
- "Not For You"
- "Nothing as it Seems"
- "Nothingman"
- "Oceans"
- "Off He Goes"
- "Once"
- "Porsch"
- "Present Tense"
- "Rearviewmirror"
- "Red Mosquito"
- "Release"
- "Sad"
- "Save You"
- "Sleight of Hand"
- "Smile"
- "Sometimes"
- "Soon Forget"
- "Spin the Black Circle"
- "State of Love and Trust"
- "Thumbing My Way"
- "U"
- "Undone"
- "Untitled"
- "W.M.A." (fragment)
- "Wash"
- "Whipping"
- "Wishlist"
- "Yellow Ledbetter"
- "You Are"

### Covery innych wykonawców
- "American In Me" (Avengers)
- "Androgynous Mind" (Sonic Youth) (fragment)
- "Another Brick in the Wall" (Pink Floyd) (fragment)
- "Atlantic City" (Bruce Springsteen)
- "Atomic Dog" (George Clinton) (fragment)
- "Baba O’Riley" (The Who)
- "Bad" (U2) (fragment)
- "Blead for Me" (Dead Kennedys)
- "Blitzkrieg Pop" (Ramones) (fragment)
- "Cowboy Song" (Thin Lizzy)
- "Crazy Mary" (Victoria Williams)
- "Crown of Thorns" (Mother Love Bone)
- "Don't Be Shy" (Cat Stevens)
- "Dream Baby Dream" (Suicide) (fragment)
- "Driven To Tears" (The Police)
- "Eleanor Rigby" (The Beatles) (fragment)
- "Fool In The Rain" (Led Zeppelin)
- "Fortunate Son" (Creedence Clearwater Revival)
- "Fuckin' Up" (Neil Young)
- "Gimme Some Truth" (John Lennon)
- "Going to California" (Led Zeppelin)
- "Growin' Up" (Bruce Springsteen)
- "Hard Times Are Over (Yoko Ono) (fragment)
- "Harvest Moon" (Neil Young)
- "I Believe in Miracles" (Ramones)
- "I Wanna Be Your Boyfriend" (Ramones)
- "I Won’t Back Down" (Tom Petty)
- "Interstellar Overdrive" (Pink Floyd) (fragment)
- "It's OK" (Dead Moon) (fragment)
- "Kick Out the Jams" (MC5)
- "Last Kiss" (Wayne Cochran)
- "Leaving Here" (Edward Holland Jr.)
- "Little Sister" (Elvis Presley)
- "Modern Girl" (Sleater-Kinney) (fragment)
- "Money (That's What I Want)" (Barrett Strong)
- "Mother" (Danzig)
- "No Surrender" (Bruce Springsteen)
- "Poor Girl" (X)
- "The Promised Land" (Bruce Springsteen)
- "Rockin’ in The Free World" (Neil Young)
- "Ruby Tuesday" (The Rolling Stones) (fragment)
- "Runnin' Back to Saskatoon'" (The Guess Who)
- "Save It for Later" (The Beat) (fragment)
- "Sonic Reducer" (The Dead Boys)
- "Suck You Dry" (Mudhoney) (fragment)
- "Thank You" (Led Zeppelin)
- "Throw Your Arms Around Me" (Hunter & Collectors)
- "Trouble" (Cat Stevens)
- "Wild Horses" (The Rolling Stones)
- "Yahweh" (U2) (fragment)
- "You've Got to Hide Your Love Away" (The Beatles)

## Lista koncertów
1. 29 sierpnia 2005 – Missoula, Montana, USA – Adams Event Center
2. 1 września 2005 – George, Waszyngton, USA – The Gorge Amphitheatre
3. 2 września 2005 – Vancouver, Kolumbia Brytyjska, Kanada – General Motors Place
4. 4 września 2005 – Calgary, Alberta, Kanada – Pengrowth Saddledome
5. 5 września 2005 – Edmonton, Alberta, Kanada – Rexall Place
6. 7 września 2005 – Saskatoon, Saskatchewan, Kanada – Credit Union Centre
7. 8 września 2005 – Winnipeg, Manitoba, Kanada – MTS Centre
8. 9 września 2005 – Thunder Bay, Ontario, Kanada – Fort William Gardens
9. 11 września 2005 – Kitchener, Ontario, Kanada – Kitchener Memorial Auditorium
10. 12 września 2005 – London, Ontario, Kanada – John Labatt Centre
11. 13 września 2005 – Hamilton, Ontario, Kanada – Copps Coliseum
12. 15 września 2005 – Montreal, Quebec, Kanada – Bell Centre
13. 16 września 2005 – Ottawa, Ontario, Kanada – Corel Centre
14. 19 września 2005 – Toronto, Ontario, Kanada – Air Canada Centre
15. 20 września 2005 – Quebec City, Quebec, Kanada – Colisée Pepsi
16. 22 września 2005 – Halifax, Nowa Szkocja, Kanada – Halifax Metro Centre
17. 24 września 2005 – St. John’s, Nowa Fundlandia, Kanada – Mile One’s Centre
18. 25 września 2005 – St. John’s, Nowa Fundlandia, Kanada – Mile One’s Centre
19. 30 września 2005 – Atlantic City, New Jersey, USA – The Borgata Events Centre
20. 1 października 2005 – Atlantic City, New Jersey, USA – The Borgata Events Centre
21. 3 października 2005 – Filadelfia, Pensylwania, USA – Wachovia Center
22. 5 października 2005 – Chicago, Illinois, USA – Chicago House of Blues
23. 22 listopada 2005 – Santiago, Chile – Estadio San Carlos de Apoquindo
24. 23 listopada 2005 – Santiago, Chile – Estadio San Carlos de Apoquindo
25. 25 listopada 2005 – Buenos Aires, Argentyna – Ferrocarril Oeste Stadium
26. 26 listopada 2005 – Buenos Aires, Argentyna – Ferrocarril Oeste Stadium
27. 30 listopada 2005 – Kurytyba, Brazylia – Pedreira Paulo Leminski
28. 2 grudnia 2005 – São Paulo, Brazylia – Estádio do Pacaembu
29. 3 grudnia 2005 – São Paulo, Brazylia – Estádio do Pacaembu
30. 4 grudnia 2005 – Rio de Janeiro, Brazylia – Sambadrome Marquês de Sapucaí
31. 7 grudnia 2005 – Monterrey, Meksyk – Auditorio Coca-Cola
32. 9 grudnia 2005 – Meksyk, Meksyk – Palacio de los Deportes
33. 10 grudnia 2005 – Meksyk, Meksyk – Palacio de los Deportes

## Muzycy
- Eddie Vedder – wokal prowadzący, gitara
- Mike McCready – gitara prowadząca
- Stone Gossard – gitara rytmiczna
- Jeff Ament – gitara basowa
- Matt Cameron – perkusja
- Boom Gaspar – organy Hammonda i keyboardy (jako muzyk dodatkowy)